# 문익환
문익환(文益煥) 1918년 6월 1일 ~ 1994년 1월 18일)은 민중신학을 주장한 한국기독교장로회 목사, 통일운동가, 사회운동가이자 시인이었다. 일제 강점기 북간도 명동촌(明東村)에서 태어났으며 장준하, 송몽규, 시인 윤동주와 절친한 관계였다. 본관은 남평(南平)이고 호는 늦봄이다.
문익환 목사는 사회운동 외에 성서학자로도 활동하였는데, 감리교 목사인 이현주 목사와 함께 공동번역성서 번역에 개신교측 번역자로 참여했으며, 구약성서를 다윗, 사무엘 등의 영웅들에게 가려진 민중의 관점에서 알기 쉽게 설명한 《히브리 민중사》(삼민사 刊)를 저술하였다. 1994년 1월 18일 20시 20분에 향년 77세를 일기로 심장마비에 의해 별세하였다.

## 경력

### 신학공부

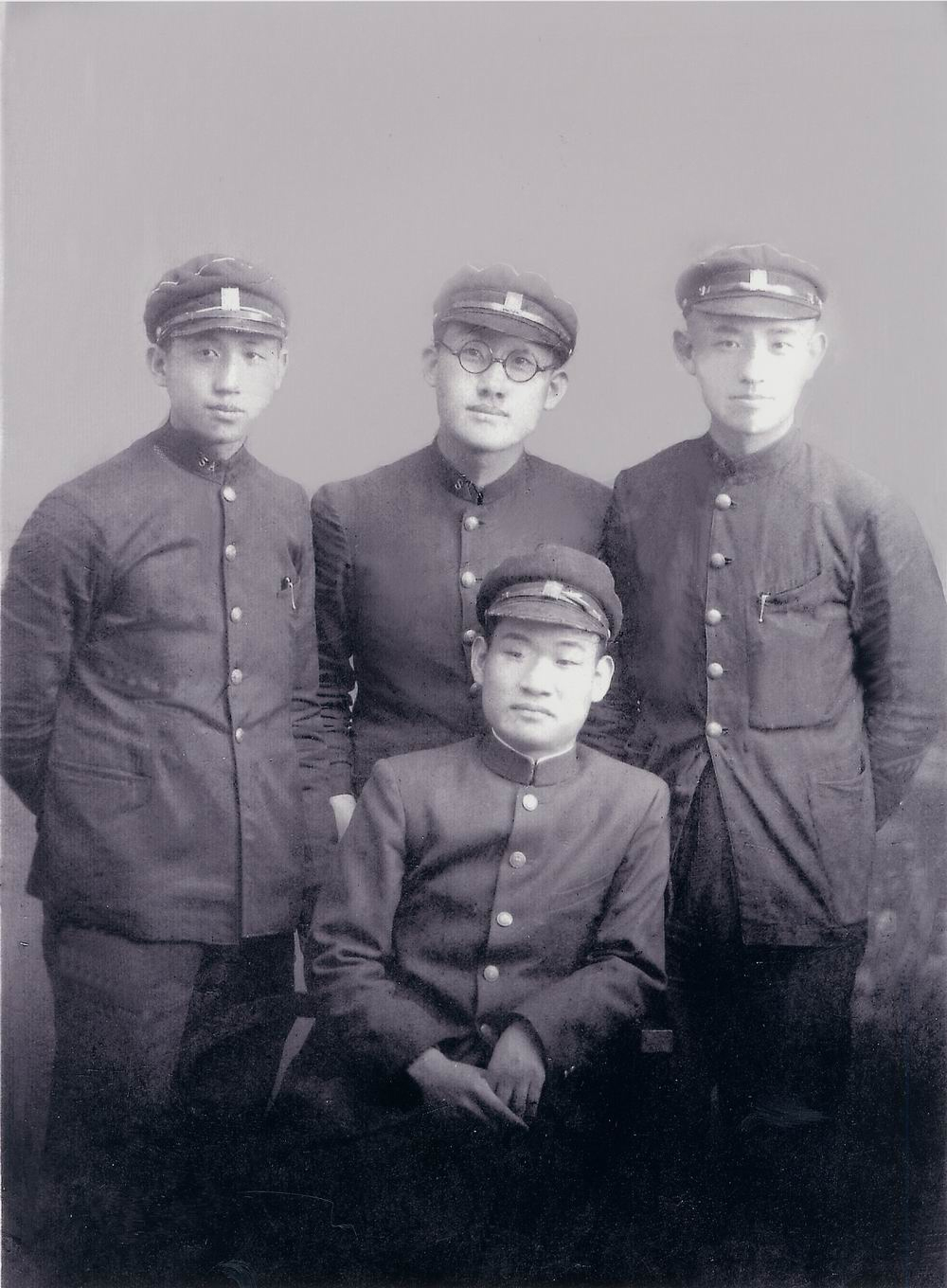
뒷줄 가운데가 문익환 (맨 우측이 윤동주).

1918년 중화민국 지린성 룽징시 명동촌(村) (현재의 중국 옌볜 조선족 자치주 룡정시 지산진(鎭))에서 문재린의 맏아들로 태어났으며, 룽징에서 소학교를 다녔으며 윤동주, 장준하와 절친한 동무였다.
평양신학교는 근본주의적이니, 일본신학교에서 공부하라는 부친의 권유로 1938년 도쿄의 일본 신학교에 입학했다. 일본신학교 입학시 문익환은 신학적인 갈등을 겪는다. 당시 일본신학교에서는 성서비평학이 활발했는데, 축자영감설을 믿고 있던 문익환에게 성서를 학문적으로 비평하여 해석하려는 성서비평학은 받아들이기 힘든 학문이었다. 쉽게 말해서 성서의 문자적 해석에 익숙하던 문익환 목사는 성서를 학문적으로 비평하고 해석하는 성서비평학에 대해 거부감을 갖고 있었던 것이다. 하지만 "자신과 다른 생각을 경청하지 못하면 학문을 할 자격이 없다"라는 교수의 충고로 문익환은 성서비평학을 학문으로 존중하게 되었다.
1947년에 한국신학대학교(현재 한신대학교)신학과를 졸업하였다. 1954년 미국 프린스턴 신학교에서 구약성서신학 전공으로 신학석사학위를 받았다.

### 신학강의와 공동번역성서
한국신학대학교와 연세대학교에서 구약성서학을 강의하였으며, 구약성서를 민중의 입장에서 해석한 《히브리민중사》(삼민사)를 쓰기도 하였다. 1970년대에는 개신교와 천주교의 공동번역성서 번역사업에 개신교 대표로 참여하였다. 문익환 목사가 공동번역 성서번역에 참여한 이유는 당시 개역한글판의 단어와 문체가 한자를 모르는 독자들이 읽기에는 너무 어렵다는데 있었다. 실례로 솔로몬 왕의 성전건축을 기록한 개역한글판 성경전서 역대하 2장 4절을 읽어보면, 매우 어렵게 번역하였음을 알 수 있다.
이제 내가 나의 하나님 여호와의 이름을 위하여 전을 건축하여 구별하여 드리고, 주 앞에서 향 재료를 사르며 항상 떡을 진설하며, 안식일과 초하루와 우리 하나님 여호와의 절기에 조석으로 번제를 드리려 하니 이는 이스라엘의 영원한 규례니이다.

그래서 문익환은 공동번역성서 번역에 동참하여 누구나 이해할 수 있는 현대어 성서를 만들고자 하였다.실례로 공동번역성서 역대하 2장 4절을 읽어보면 앞에서 인용한 개역한글판 문장에 비해 이해하기 쉽다는 것을 알 수 있다.
이제 본인은 본인의 하느님 야훼의 이름을 모실 집을 지어 바치려고 합니다. 거기에서 분향제를 올리고 거르지 않고 제사 상을 차려 올리며, 아침 저녁으로 번제물을 바치고자 합니다. 또 안식일과 매달 초하루와 우리 하느님 야훼께서 정해 주신 절기마다 번제를 드리고자 합니다. 이스라엘은 언제까지나 이렇게 하게 되어 있습니다.

### 민주화운동과 통일운동

#### 유신 시절 후반
친구이자 사회운동가인 장준하의 의문사를 계기로 민주화 운동에 투신했다. 1970년대~1980년대 국민들을 군대의 힘으로 억압하는 군부독재정권에 유신헌법의 비민주성을 비판(1978년)하는 등 여러차례 저항하여 수차례 투옥되었다.
1978년 윤보선은 일본에 체류중인 정경모를 통해 국민연합 일본지부를 세우려 할 때, 문익환은 '아직도 그의 사상을 믿을 수 없다'라며 반대해버렸다. 스승 김재준 목사가 정경모를 강력히 추천했을 때도 문익환은 그 태도를 바꾸지 않았다. 그의 강력한 반대로 국민연합 일본지부 결성은 무산되었다.
정경모는 일본으로 건너간 후 한민통의 신문 편집장을 했는데, 문익환은 그가 조총련 신문 편집장을 하고 있다고 오해했던 까닭 에 이를 극렬 반대했던 것이다. 후에 문익환이 '도쿄에서 만난 그리운 아우 정경모'를 사상적으로 의심하지 않고 다시 흉금을 터놓은 관계로 돌아설 수 있었던 것은 정경모의 저서 찢겨진 산하 때문이었다. 79년 10월 유신 정권 붕괴 이후 문익환은 한동안 강경투쟁 노선에서는 한발 물러서 있었다.
1980년대 중반 재야 민주세력 결집체인 1985년 3월 29일 민주통일민중운동연합 의장으로 선출되었다. 1986년 5월 20일 서울대학교 5월제에서 연설하던 중 이동수 학생의 분신 투신으로 구속되었다가 1987년 7월 8일 형집행 정지로 출옥하였다.
다음 날인 7월 9일 열린 故 이한열열사의 영결식에서 민주화 열사들의 이름을 모두 불러 드렸다. 마지막에 박종철 열사와 이한열 열사가 불렸다.

#### 군사독재정권 붕괴 직후
군사독재정권이 붕괴되자 문익환 목사는 다시 통일운동을 개시하였다.

##### 통일운동
1989년 통일이 없으면 민주주의도 없다는 당시 진보 기독교인들의 인식에 따라 북한을 방문하여 김일성 주석과 회담하고 귀국하였으나, 정부와 사전협의 없이 독자적으로 방북했으며 평양 도착성명에서 ‘존경하는 김일성 주석’이라는 표현을 사용하고 한국정부를 일방적으로 비방했다는 이유로 국가보안법상의 ‘반국가단체잠입죄’로 투옥되어 1990년 10월 20일 형집행정지로 석방되었다. 그러나 이후 공안정국을 조성한 정부에 의해 1991년 6월 6일 재수감되었다. 이후 1993년 초 석방된다.
이후, 활발한 통일운동과 강연활동을 벌이던 중, 1994년 심장마비로 사망했는데 당시 시인 고은이 세수하다가 갑작스레 문익환 목사의 사망 소식을 듣고 놀라서 면도기를 떨어뜨렸다는 추모시를 한겨레 신문에 기고하는 등, 문익환 목사를 존경하는 지식인들의 추모가 이어졌다. 부인으로 박용길 장로, 형제로 역시 재야운동가인 문동환 목사, 아들로서 극작가 문호근과 배우 문성근이 있다.

##### 시상
1990년 8월 15일 조선민주주의인민공화국에서 조국통일상이 수여되었다. 2002년에는 사회, 통일 운동에 대한 업적이 인정되어 서남동, 안병무와 함께 국민훈장 모란장을 받았으며, 2007년 한신대학교 신학대학원에 임옥상 화백이 제작했으며, (사)통일맞이가 기증한 시비(詩碑)가 건립되었다.

#### 만화속의 문익환 목사
강도영의 만화 《26년》에 등장했다. 물론 《26년》은 픽션이다

### 시인 경력
1972년 《월간문학》에 〈추억의 커피잔〉,〈미켈란젤로의 고독〉 등을 발표하여 문단에 등단하였으며, 작품에 〈히브리서 11장 1절〉,〈십계명〉 등이 있다. 그는 《구약성서》의 히브리정신에 바탕을 두고 한국적인 정신과 감성을 융화하여 얻어지는 가락과 언어를 발굴, 투명하고 섬세한 시세계를 구축하였다. 시집으로 《새삼스런 하루》가 있다.

### 범민련 재편 노력과 사망
1990년대 초부터 범민련의 운영을 두고서 문 목사와 조선민주주의인민공화국 당국과의 갈등이 확대되었다. 문 목사는 대한민국 현실에 맞는 통일운동을 추구해왔으나, 대한민국 정부에 의해 이적단체로 지정된 범민련은 남측본부 결성 준비 과정에서 조선민주주의인민공화국 당국의 대남공작의 도구로 이용되고 있다는 논란이 빚어졌다. 이후 문 목사의 범민련에 대한 회의가 깊어졌다고 하며, 문 목사는 이러한 한계와 대북 종속성을 타개하기 위해 범민련의 틀을 발전적으로 해체하고, 대한민국 정부와도 협력할 수 있는 새로운 독자 통일운동 조직인 '민족회의'를 만든다는 구상을 하고 있었다.
이러한 움직임에 대해 북한은 백인준 범민련 북측본부 의장의 명의로 ‘문 목사가 안기부의 사주를 받아 범민련을 해체하려는 책동을 펴고 있는데 이를 거부하고 범민련을 지켜야 한다'라는 팩스를 보냈다. 이 팩스 내용이 남측의 친북 통일운동 진영에 유출되면서 문 목사는 '안기부의 프락치'로 몰리면서 격렬한 비난을 받게 되었다. 문 목사와 함께 방북하여 투옥되었던 문인 황석영, 당시 문 목사의 실질적인 비서 역할을 하던 국회의원 하태경 등 복수의 인사들의 증언에 의하면, 이로 인해 문 목사는 사망 전일인 1994년 1월 17일에 점심 식사 자리에서 모 인사와 언쟁을 벌이다가 음식물이 기도로 넘어가 실신하고 말았다. 결국 문 목사는 이날 오후부터 건강이 급격히 악화되었으며 이튿날인 1월 18일에 심장마비를 일으켜 사망하고 말았다. 이에 대해 문 목사의 차남인 문성근 민주통합당 상임고문은 인터뷰에서 "남북관계 개선이나 통일방향에 대한 방법론에 이견이 있었던 건 사실"이라고 인정하였으나, 문 목사가 사망하게 된 경과에 대해서는 "부분적으로 맞고 부분적으로 틀리다"라고 하였다.

## 학력
- 1947년 한국신학대학 신학과 졸업
- 1954년 미국 프린스턴 신학교 신학 석사

## 상훈
- 1990년 8월 15일 조선민주주의인민공화국에서 조국통일상[9]
- 2002년 국민훈장 모란장

## 가계
- 아버지: 문재린(文在麟, 1896년 ~ 1985년 12월 29일)
- 어머니: 김신묵(金信默, 1895년 4월 29일(음력 4월 5일) ~ 1990년 9월 18일)
  - 동생: 문동환(文東煥, 1921년 5월 5일 ~ 2019년 3월 9일)
  - 아내: 박용길(1919년 양력 10월 24일~2011년 9월 25일) - 대한민국의 종교인
    - 아들: 문호근(1946년 양력 11월 17일 ~ 2001년 5월 17일) - 대한민국의 공연예술가
    - 딸: 문영금(1948년 양력 7월 7일 ~ )
    - 아들: 문의근(1950년 양력 3월 3일 ~ )
    - 아들: 문성근(1953년 양력 5월 28일 ~ ) - 대한민국의 영화 배우

## 기타

### 윤보선 전 대통령과의 만남
1974년 명동구국선언 직전 재야 지도자 윤보선 전 대통령은 이태영으로부터 김대중이 초안한 선언문을 입수 하였으나, 선언문이 ‘온건하긴 했으나 독재를 비판하는 강도면에서는 약한 느낌.’이라고 평가했다. 윤보선 전 대통령은 영부인인 공덕귀 여사를 시켜 이태영을 만나, 서명문이 온건하다 하여 서명을 거절하였다. 윤보선전 대통령이 서명문이 너무 미온적임을 들어 거절하자 문익환 목사는 직접 서명문을 작성하여 윤보선을 찾아왔다.

문익환 : 해위 선생님, 말씀을 들었습니다. 며칠 전에 선언문 초안을 읽어보시고 너무 미온적이라 서명하지 않으셨다는 말씀 말입니다.

윤보선 : 그랬지. 내용이 약하면 우리의 투쟁 의지가 너무 나약해 보여서 큰 효과를 거들 수가 없어요. 국민에 대한 호소력도 약하고...(이하생략)...

문익환으로부터 서명문이 들어있는 봉투를 건네받은 윤보선은 내용을 읽은 뒤 ‘강도가 높고 할말을 별로 빠뜨리지 않은 것 같아 마음에 들었다’며 문익환이 초안한 선언문에 서명하였다.

### 천주교와의 연대
김수환, 지학순, 함세웅 등은 천주교 측 지도자로 활동한 반면 그는 윤보선, 함석헌, 장준하, 김동길 등과 함께 개신교 측의 리더로 활동하였다. 한편 이재오는 1980년대 그와 함께 통일, 노동운동, 기독교 사회 운동에 함께 활동하기도 했다.

### 노벨평화상 후보 추천
1992년에 미국 친우 봉사회가 문익환을 노벨 평화상 후보로 추천했다. AFSC는 1947년 노벨 평화상을 수상한 이래로, 노벨 평화상 후보 추천 규정에 따라, 해마다 후보를 추천해오고 있다.

## 같이 보기
| - 공동번역성서 - 조국통일범민족연합 - 민주통일민중운동연합 - 한국기독교장로회 - 강희남 - 임수경 - 한상렬 - 김일성 - 윤동주 - 송몽규 - 안병무 - 문동환 - 김수환 - 강원용 - 이현주 | - 심련수 - 강정구 - 함석헌 - 백기완 - 윤보선 - 송진우 - 서중석 - 송두율 - 오종렬 - 장면 - 장준하 - 한홍구 | - 계훈제 - 김영삼 - 김대중 - 정일형 - 김동길 - 문정현 - 문규현 - 문동환 - 문성근 - 박순천 - 함세웅 - 통일맞이 - 대한민국 제13대 국회의원 선거 평화민주당 후보 목록#전국구 |